# Люсі Спурс
Люсі Спурс (англ. Lucy Spoors; нар. 24 грудня 1990) — новозеландська веслувальниця, олімпійська чемпіонка 2024 року, срібна призерка Олімпійських ігор 2020 року, чемпіонка світу.

## Виступи на Олімпіадах
| Олімпіада  | Дисципліна   | Місце |
| ---------- | ------------ | ----- |
| Токіо 2020 | вісімки      | 2     |
| Париж 2024 | парні двійки | 1     |

## Зовнішні посилання
- Люсі Спурс [Архівовано 30 липня 2021 у Wayback Machine.] на сайті FISA.